# Juan Quispe
Juan Quispe Vila (Lima, Perú, 18 de julio de 1914) fue un defensa del fútbol peruano que vistió la mayor parte de su carrera deportiva la camiseta de Alianza Lima y se consagró campeón con la Selección Peruana de fútbol en el Campeonato Sudamericano 1939.

## Trayectoria
Apodado La Víbora, fue un gran defensor central, rápido, técnico y fuerte con mucho empuje de salida zigzagueante y elegante, a quien era difícil de quitarle el balón cuando salía desde el fondo. Se puso la chompa del Alianza Lima desde mediados de la década del 30. Siendo considerado titular indiscutible y muy apreciado por los seguidores aliancistas.

## Carrera internacional
Fue convocado para el Campeonato Sudamericano 1939, donde jugó cuatro partidos, en el cual la selección nacional logró la victoria en todos sus encuentros y se consagró campeón. 
Durante los siguientes años siguió siendo convocado a la selección peruana. Es así que en 1942 fue considerado el mejor defensa de la Copa América de dicho año.

## Selección nacional

#### Participaciones en Copas América
| Copa América                 | Sede | Resultado    | Partidos | Goles |
| ---------------------------- | ---- | ------------ | -------- | ----- |
| Campeonato Sudamericano 1939 | Perú | Primer Lugar | 4        | 0     |
| Campeonato Sudamericano 1942 | Perú | Quinto Lugar | 6        | 0     |

## Clubes
| Club                 | País | Año         |
| Unión Santa Catalina | Perú | 1929        |
| Sport Inca           | Perú | 1933        |
| Alianza Lima         | Perú | 1934 - 1939 |
| Ciclista Lima        | Perú | 1940        |
| Alianza Lima         | Perú | 1941 - 1951 |
| -------------------- | ---- | ----------- |

## Palmarés

### Clubes
| Título                    | Club         | País | Año  |
| ------------------------- | ------------ | ---- | ---- |
| Primera División del Perú | Alianza Lima | Perú | 1948 |

### Selección Peruana
| Título              | Club              | País | Año  |
| Juegos Bolivarianos | Selección Peruana | Perú | 1938 |
| Copa América        | Selección Peruana | Perú | 1939 |
| ------------------- | ----------------- | ---- | ---- |

- Datos: Q11728810
- Multimedia: Juan Quispe / Q11728810